# Batasuna
Batasuna (pol. Jedność) – baskijska partia w Hiszpanii.

## Historia
Partia założona została przez członków „militarnej“ frakcji ETA w 1978 roku. W jej skład weszło kilka organizacji nacjonalistycznych, socjaldemokratycznych i skrajnie lewicowych. Została formalnie zarejestrowana w 1986 roku. Jej celem było utworzenie niepodległego państwa baskijskiego obejmującego hiszpańskie i francuskie tereny Kraju Basków i Nawarry. Miała reprezentację w parlamencie w Bilbao, a jej członkowie zasiadali we władzach większości miejscowości w Kraju Basków. Odmawiała potępienia terroryzmu ETA. Partia została zdelegalizowana w 2002 roku ze względu na związki z ETA. Zakaz działalności partii cofnięto po trzech latach. 3 stycznia 2013 partia ogłosiła samorozwiązanie.
Posiadała fasadową partię o nazwie Partia Komunistyczna Ziem Baskijskich. Została ona zdelegalizowana w 2008 roku.